# Napanee

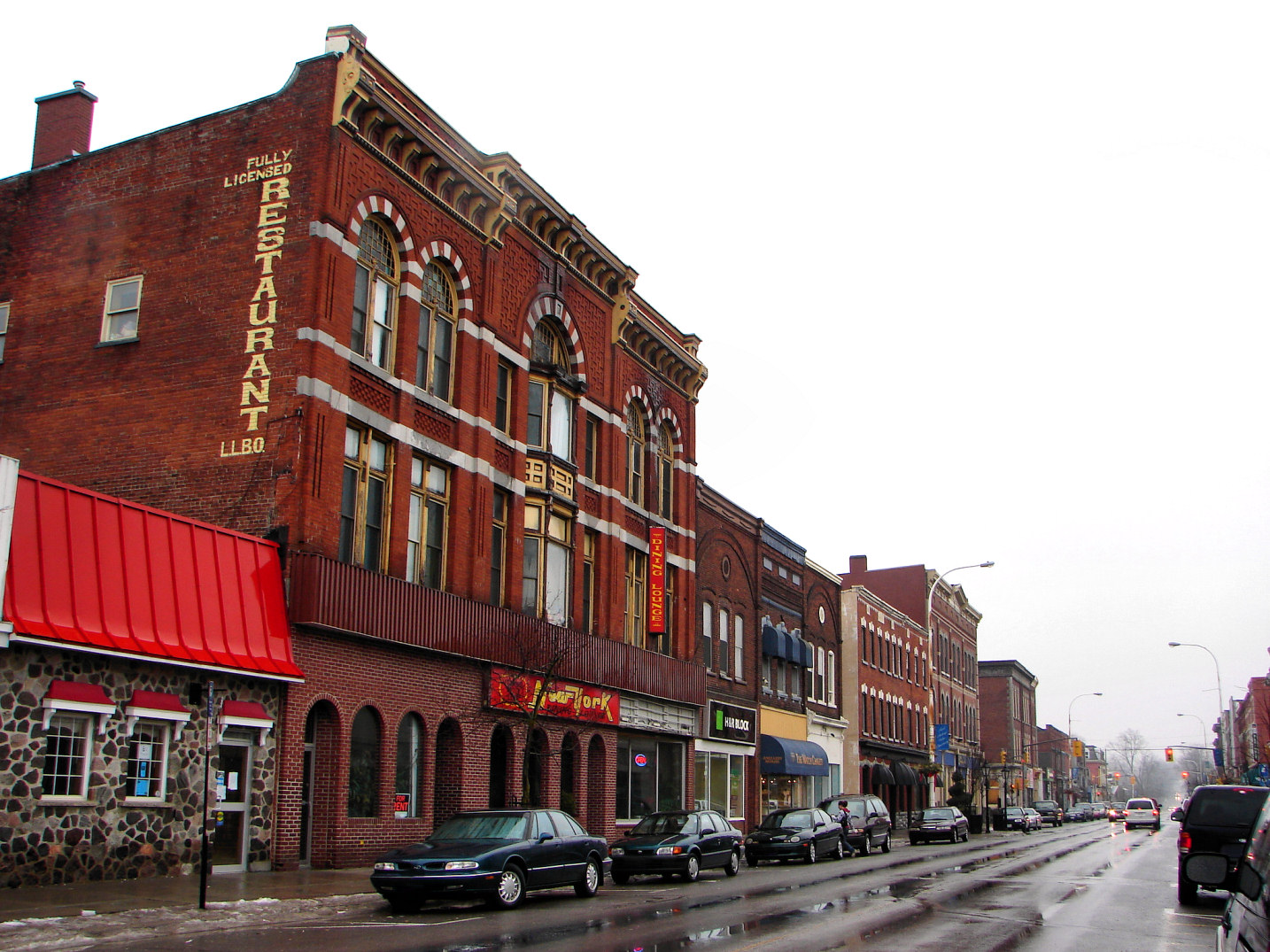
Rua principal

Napanee é uma cidade que faz parte da província de Ontário, no Canadá. Fica a cerca 40 km a oeste de Kingston e sua população é de cerca de 15 000 pessoas (censo de 2001).

## Cidadãos ilustres
- Leroy Blugh, jogador de futebol americano.
- Avril Lavigne,[4][5] cantora de pop-punk